# Lębork
Lębork (en alemany Lauenburg in Pommern) és una ciutat al nord de Polònia. Lębork és la capital del comtat de Lębork, dins del voivodat de Pomerània.

## Història

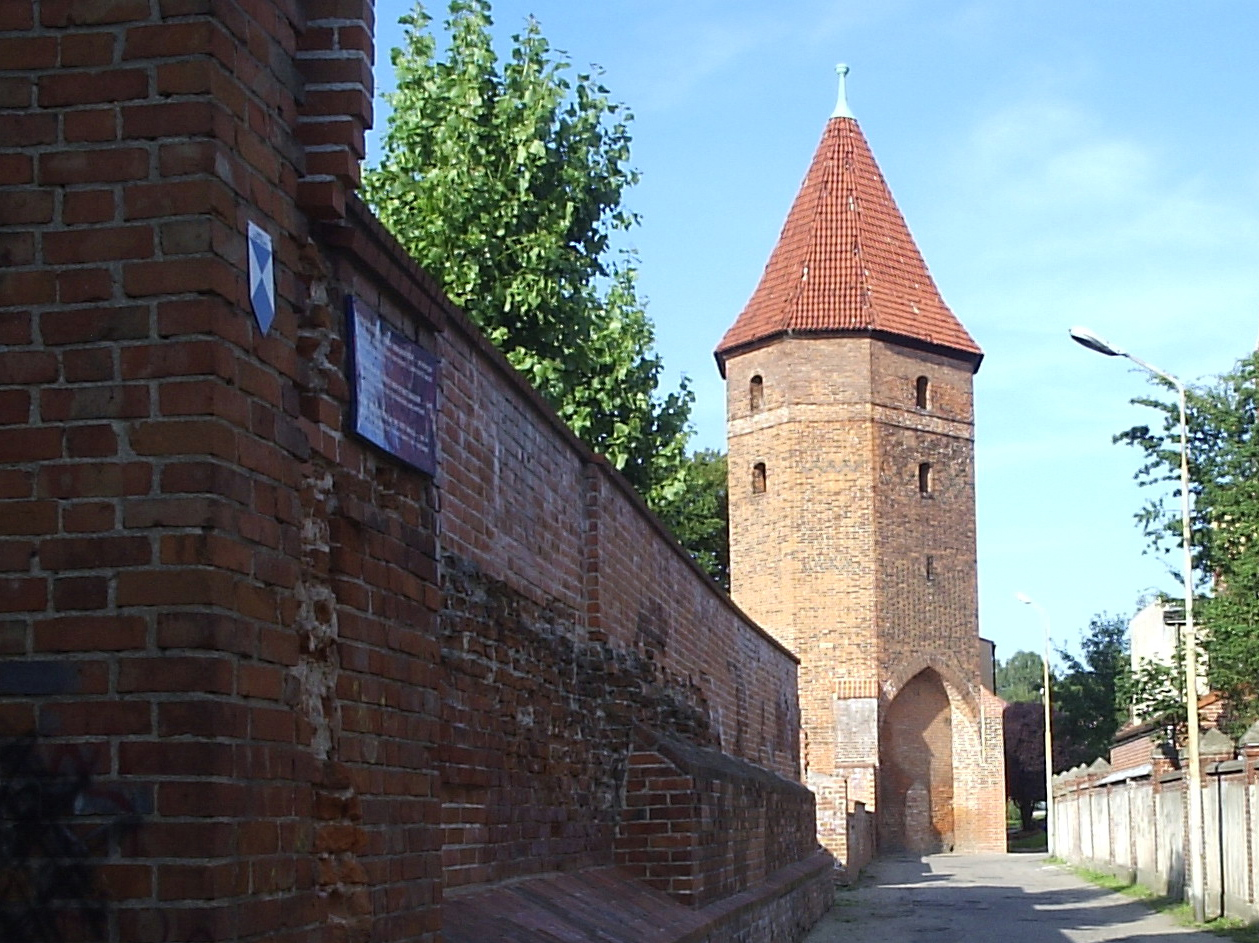
Antigues muralles del castell de l'Orde Teutònic

Els cavallers teutònics van fundar aquesta ciutat a principis del segle xiv, amb el nom de Leoburgum, en llatí, (que en català significa castell del lleó), Lewinburg en alemany, que de seguida passà a Lauenburg, nom oficial que perdura fins al 1946. És el 1341 quan el mestre de l'orde, Dietrich von Altenburg, dona com a feu aquestes terres a Rutger von Emmerich. L'indret comprèn una centena de cases, i rep els privilegis de ciutat segons la llei de Culm el mateix any. L'orde fa construir un castell fortificat a l'oest de la ciutat el 1363. El castell fou destruït dues vegades durant els assetjaments polonesos al municipi, el 1410 i el 1455.
L'orde queda sota sobirania polonesa després de la Guerra dels Tretze Anys (1454-1466) i la segona pau de Thorn el 1466 i se separa de les terres de Lauenburg i de Bütow, així com la ciutat de Lauenburg qui entra dins del ducat de Pomerània, al regne d'Èric II de Pomerània. Aquests territoris esdevenen possessió de la corona polonesa el 1526, quan l'últim duc de Pomerània, Bogislav XIV, mor sense hereters. El segle següent, el gran elector de Brandeburg recupera les terres germanòfones de Lauenburg i Bütow el 1657, segons els termes del tractat de Bromberg. Les terres s'atribueixen definitivament al regne de Prússia el 1773, hereu del Brandebourg, després del tractat de Varsòvia i el primer repartiment de Polònia.
La reforma administrativa de Frederic el Gran dibuixa un nou districte a la regió amb el nom de Lauenburg-Bütowscher Kreis, que forma part de la província de Prússia Occidental, i que inclou la ciutat que es diu a partir del 1777 Lauenburg in Pommern.
Comença llavors un període de prosperitat durant el qual la ciutat s'estén al sud i a l'oest. Lauenburg es troba de camí cap a Szczecin-Danzig, construïda el 1830, als inicis de la Reichstraße 2. El districte fou dividit el 1846, Bütow se'n separa i Lauenburg esdevé la capital del nou districte. La construcció de l'esetació de ferrocarrils i l'eixample el 1870 a la línia Stolp-Zoppot provoca l'auge industrial de Lauenburg. El 1899 es duu a terme l'enllaçament entre Lauenburg i Leba.
Alemanya perd una gran part de la seva antiga província de Prússia Occidental el 1920, segons els termes del tractat de Versalles. Lauenburg passa a formar part de Polònia, mentre que la ciutat queda a Alemanya, i això porta conseqüències econòmiques negatives. El 1933 es funda a Lauenburg una escola superior de professors en la qual se'n formen tres mil fins al 1945.
L'últim cens alemany comptabilitza el 1939 19.801 habitants a Lauenburg. El camp de concentració de Stutthof va ser construït a prop. L'Exèrcit Roig entra a Lauenburg el 10 de març del 1945. La ciutat es destruí en un incendi, que s'inicià a la plaça del mercat. En els mesos següents, i segons els decrets Bierut, tota la població alemanya és expropiada i expulsada i reemplaçada per població polonesa refugiada de l'est de la línia Curzon. Això constitueix el desplaçament de població més gran del segle.
La ciutat canvià de nom el 1946: passà a dir-se Lębork.